# Искандери, Ирадж
Ирадж Искандери (перс. ایرج اسکندری‎; 1907, Тегеран — 30 апреля 1984, Лейпциг, ГДР) — иранский политический деятель, генеральный секретарь Народной партии Ирана, министр торговли и промышленности в коалиционном правительстве Ахмеда Кавама (1946), по происхождению — каджарский принц. Перевёл все три тома «Капитала» Карла Маркса на фарси.
Ирадж Искандери получил французское образование. Он был первым генеральным секретарем коммунистической партии «Туде» и членом парламента. Искандери арестован был арестован в 1937 году в числе 53 коммунистических активистов и судим по делу «Процесса 53-х». В то время Искандери считался лидером доминирующей умеренной фракции в руководстве партии вместе с Резой Радманешем.

## Ранняя жизнь
Ирадж Искандери родился в 1907 году в Тегеране. Его отцом был Яхья Мирза Искандери, один из принцев династии Каджаров, выступавших за введение персидской конституции 1906 года, а его дядя, Сулейман-мирза Искандери, также принц-конституционалист из семьи Каджаров. 
Ирадж начал получать образование сначала в школе «Сепехр», затем поступил в Дар ул-Фунун и, наконец, учился в иранской школе политологии. В 18 лет Ирадж закончил учебу, а в 20 лет по желанию отца и с помощью деда отправился во Францию, чтобы продолжить учебу в области права.

### Знакомство с идеями Марксизма
Находясь во Франции, с марксистской идеологией Ираджа познакомил его близкий болгарский друг и ученик, хорошо знавший марксизм. Это вызвало крайнее восхищение Ираджа и углубило его интерес к дальнейшему изучению марксизма. По совету своего дяди Сулейман-мирзы, Ирадж связался с группой иранских студентов, обучающихся в Берлинском университете имени Гумбольдта, которые основали и возглавили левую социалистическую революционно-республиканскую партию Ирана.

## Возвращение в Иран и карьера
Ирадж Искандери вернулся в Иран в 1931 году и начал свою карьеру заместителем прокурора. Тем временем, он вместе с Таги Эрани стал соучредителем марксистского журнала «Донья». Пять лет спустя, в 1936 году, Ирадж уволился с работы из Министерства юстиции.

### «Группа пятидесяти трех»
В 1937 году Ирадж Искандери был арестован и приговорен к пяти годам тюремного заключения вместе с 52 другими коммунистами, получившая название суд над группой «пятидесяти трех». В общей сложности, за участие в коммунистической и антиправительственной политической деятельности судили 53 политика и активиста. Он провел в тюрьме три года, до англо-советского вторжения в Иран и насильственного отречения от престола Реза Пехлеви, и был одним из первых заключенных, вышедших на свободу.

### Основание партии «Туде»
После освобождения, Ирадж Искандери решил стать одним из основателей партии «Туде», с целью привлечения нового радикального поколения молодых прогрессивных националистов-коммунистов. В своем дневнике Ирадж пишет, что «они [основатели партии Туде] хотели создать национальное движение демократических, патриотических и прогрессивных сил, чтобы доминировать над сектантством». На первом съезде партии «Туде» его членство было укреплено, и он стал членом совета из трех первых секретарей партии «Туде».

### Избрание в Меджлис 14-го созыва
Искандери был избран в Меджлис 14-го созыва, представлявший область Сари провинции Мазендеран с 6 марта 1944 года по 12 марта 1946 года. Внутри меджлиса он поддерживал партию «Туде», выступая за эксплуатацию иранской нефти Советским Союзом. Позже Искандери выразил сожаление по поводу такого действия.

#### Коалиционное правительство Ахмада Кавама
В июле 1946 года в спорном решении Ахмад Кавам предоставил три министерских поста членам партии «Туде». Кавам хотел снизить накал противостояния с Москвой и улучшить отношения своего правительства с Советским Союзом, а также в качестве решения внутренних и внешних проблем, связанных с партией «Туде». В начале августа Искандери был назначем министром торговли, ремесел и искусств (до октября 1946 года).